# Stadt Frankfurt (Schiff)
Die Stadt Frankfurt war das erste Dampfschiff auf dem Main und das erste, das den Oberrhein bis Basel befuhr.
Es war nach der Concordia der zweite Seitenraddampfer der Dampfschiffahrtsgesellschaft von Rhein und Main und war mit seinem geringen Tiefgang speziell für den Verkehr auf dem Untermain zwischen Mainz und Frankfurt am Main gebaut. Der Verkehr auf dieser Strecke wurde jedoch schon 1832 wegen verschiedener technischer Probleme und mangelnder Rentabilität wieder eingestellt. Die Preußisch-Rheinische Dampfschiffahrtsgesellschaft (PRDG) in Köln übernahm das Schiff und setzte es nach einem erfolgreichen Umbau auf dem Oberrhein ein. Am 28. Juli 1832 erreichte es als erstes Dampfschiff die Stadt Basel.  Das Schiff wurde 1840 abgewrackt.

## Geschichte
Nach den ersten Erfolgen der Nederlandsche Stoomboot Maatschappij, die seit 1824 mit dem Dampfschiff De Zeeuw den Rhein befuhr, bemühten sich die Frankfurter Bankiers Simon Moritz von Bethmann und Alexander du Fay, die Dampfschifffahrt auch auf dem Main einzuführen. Für die Freie Stadt Frankfurt war der Handel mit Süddeutschland und dem Elsass, aber auch nach Großbritannien, lebenswichtig. Gemeinsam mit Geschäftsleuten aus Mainz und Straßburg gründeten sie im Herbst 1825 ein Unternehmen, das sich 1826 mit einer badischen Gesellschaft zur Dampfschiffahrtsgesellschaft von Rhein und Main mit Sitz in Mainz zusammenschloss. Bethmann gehörte neben Johann Friedrich von Cotta, Jean-Georges Humann, Johann Maria Kertell und Johann Heinrich Mappes zu den ersten Direktoren der Gesellschaft. Das Aktienkapital betrug eine Million Gulden, von dem die Frankfurter Bankhäuser Gebr. Bethmann und J. Noë du Fay 20 Prozent im Auftrag Frankfurter Aktionäre zeichneten.
Im September 1825 unternahm der Dampfer De Rijn im Auftrag der neuen Gesellschaft eine äußerst erfolgreiche Versuchsfahrt auf dem Rhein von Köln stromaufwärts bis nach Kehl und Straßburg. Sein Erbauer Gerhard Moritz Roentgen sollte daher auch das für den Main vorgesehene Schiff bauen. Am 31. August 1826 erteilte der Senat der Freien Stadt Frankfurt die auf sechs Jahre befristete Konzession für ein auf den Namen Stadt Frankfurt zu taufendes Dampfschiff. Das Schiff erhielt einen geeigneten Liegeplatz am Mainkai reserviert. Bethmann und du Fay erwarben zudem für das Dampfschifffahrtsunternehmen ab 1. November 1827 das Monopol für das tägliche Mainzer Marktschiff.
Am 1. Mai 1827 nahm die Concordia den Linienverkehr auf dem Rhein zwischen Köln und Mainz auf. Am 1. Juli 1827 kam mit der Friedrich Wilhelm ein zweiter Dampfer hinzu, der unter der Flagge der Preußisch-Rheinischen Dampfschiffahrtsgesellschaft (PRDG) fuhr. Beide Schiffe waren zu groß, um den Rhein oberhalb von Mainz oder den Main zu befahren. Die für den Herbst 1827 geplante Ablieferung der Stadt Frankfurt verzögerte sich, weil die Bauwerft Schwierigkeiten hatte, einen geringen Tiefgang zu gewährleisten, welchen die zunehmende Versandung der Mainmündung und die jahreszeitlich oft geringe Wasserführung des Mains erforderlich machten. Erst im Frühjahr 1828 traf das Schiff in Mainz ein. Am 8. März 1828 um 18 Uhr erreichte es erstmals seinen Heimathafen Frankfurt.
Schon nach wenigen Tagen traten Schäden am Dampfkessel und an der Dampfmaschine auf. Das Schiff zeigte zudem nicht die erwartete Leistungsfähigkeit. Selbst bei günstigen Strömungsverhältnissen und unter Zuhilfenahme des Segels erreichte es nur eine geringe Geschwindigkeit. Der Betrieb musste für ein Jahr eingestellt werden, um die Stadt Frankfurt auf der Werft von Jacobi, Haniel & Huyssen in Ruhrort umzubauen. Von Juli bis September 1829 verkehrte das Schiff wieder auf dem Main, bis erneute Maschinenschäden den Abbruch erzwangen. Erst am 27. Mai 1830 konnte die Stadt Frankfurt nach dem Einbau eines leistungsfähigeren Dampfkessels ihren Betrieb wieder aufnehmen. Endlich erwies sich das Schiff als betriebstauglich.
Der wirtschaftliche Erfolg blieb jedoch aus, da die Stadt Frankfurt hauptsächlich für den Passagierverkehr eingerichtet war. Die kurze Fahrt von Frankfurt nach Mainz brachte keinen Zeitgewinn gegenüber der Postkutsche, so dass viele Reisende weiterhin den Landweg nach Mainz bevorzugten und erst dort an Bord eines Schiffes für die Fahrt zum Niederrhein gingen. Der Frachtverkehr blieb hingegen unbedeutend. 1828 transportierte die Stadt Frankfurt insgesamt 601 Zentner, 1829 7491 Zentner Handelsgüter. Auch 1830 und 1831 kam kein regelmäßiger Linienverkehr zustande, zumal sich der für den Verkehr auf dem Oberrhein vorgesehene Dampfer Ludwig als unbrauchbar herausstellte und die Stadt Frankfurt auch die Route zwischen Mainz und Schröck bei Karlsruhe, dem damaligen Endpunkt des Linienverkehrs auf dem Oberrhein, zu bedienen hatte.
Da die Dampfschiffahrtsgesellschaft von Rhein und Main keine Gewinne erzielte und keine Dividende zahlen konnte, fusionierte sie im Januar 1832 mit der PRDG in Köln, die auch die beiden Schiffe und sämtliche übrigen Aktiva im Tausch gegen 120.000 Taler in Aktien übernahm. Die Ludwig wurde verkauft, aber die Stadt Frankfurt blieb unentbehrlich. Im Frühjahr 1832 machte das Niedrigwasser auf dem Mittelrhein zwischen Köln und Mainz den großen Kölner Dampfern zu schaffen, so dass die flachgehende Stadt Frankfurt zwischen Kaub und Mainz aushelfen musste. Der unrentable Verkehr von Mainz nach Frankfurt wurde eingestellt, zumal die preußische Gesellschaft von der Freien Stadt Frankfurt keine Konzession mehr für den Mainverkehr erhielt. Anfang Juni 1832 ermöglichten die Wasserverhältnisse den größeren Schiffen wieder einen regelmäßigen Liniendienst zwischen Köln und Mainz, so dass die Stadt Frankfurt auf dem Oberrhein zwischen Mainz und Mannheim eingesetzt werden konnte.
Die PRDG rüstete das Schiff nun für eine Versuchsfahrt auf der gesamten Oberrheinstrecke bis Basel aus. Die Leitung der Expedition übernahm Gerhard Moritz Roentgen. An Bord befanden sich neben den am Unternehmen beteiligten Geschäftsleuten auch Mitglieder der Zentralkommission für die Rheinschiffahrt. Am 22. Juli 1832 legte das Schiff in Kehl ab und fuhr stromaufwärts in Richtung Breisach, das am 26. Juli erreicht wurde. Die Weiterfahrt in Richtung Basel gelang nur, weil das Schiff von 16 Personen mit Hilfe starker Ketten über die Isteiner Schwellen gezogen wurde. Am 28. Juli 1832 um 12 Uhr traf die Stadt Frankfurt als erstes Dampfschiff in Basel ein. Es legte an der Schifflände an, wo es mit Kanonendonner und von hohen Herren der Stadt empfangen wurde.
Das Schiff blieb noch einige Jahre für die PRDG in Betrieb. 1834 erhielt es auf der Ruhrorter Werft eine neue, von Roentgen konstruierte, Niederdruck-Verbunddampfmaschine, die bei 50 Umdrehungen pro Minute eine Leistung von 28 Pferdestärken entwickelte. 1840 wurde die Stadt Frankfurt abgewrackt.
Der Dampfschiffsverkehr auf dem Main wurde erst 1841, nach dem Beitritt der Freien Stadt Frankfurt zum Deutschen Zollverein und dem Bau der Taunus-Eisenbahn von Frankfurt nach Wiesbaden, wieder aufgenommen.